# يحيى كوليبالي
يحيى كوليبالي (مواليد 5 مايو 1984) لاعب كرة قدم مالي يلعب حاليا لصالح نادي الدرجة الثانية البديع البحريني في مركز المهاجم من 2016.

## السيرة الذاتية
في سبتمبر 2016 وافق كوليبالي على الانضمام إلى البديع البحريني.

## الإنجازات

### دجوليبا
- الدرجة الأولى (1): 2009
- كأس مالي (2): 2007 - 2009